# Move It Like This
Move It Like This è il settimo album in studio del gruppo musicale bahamense Baha Men, pubblicato nel 2002.

## Tracce
1. Move It Like This – 3:24
2. Coconut – 4:00
3. Normal – 3:17
4. I Thank Heaven – 4:05
5. Best Years of Our Lives – 2:57
6. Break Away – 3:13
7. Rich in Love (con Daphne Rubin-Vega) – 4:42
8. Giddyup – 4:09
9. Blow Your Mind – 3:49
10. We Rubbin' – 3:05
11. I Just Want to Fool Around – 3:32
12. Wave – 4:01
13. Move It Like This (Shake It Like That Mix) – 3:31